# Culligan
 (novembre 2013).
 (novembre 2013).

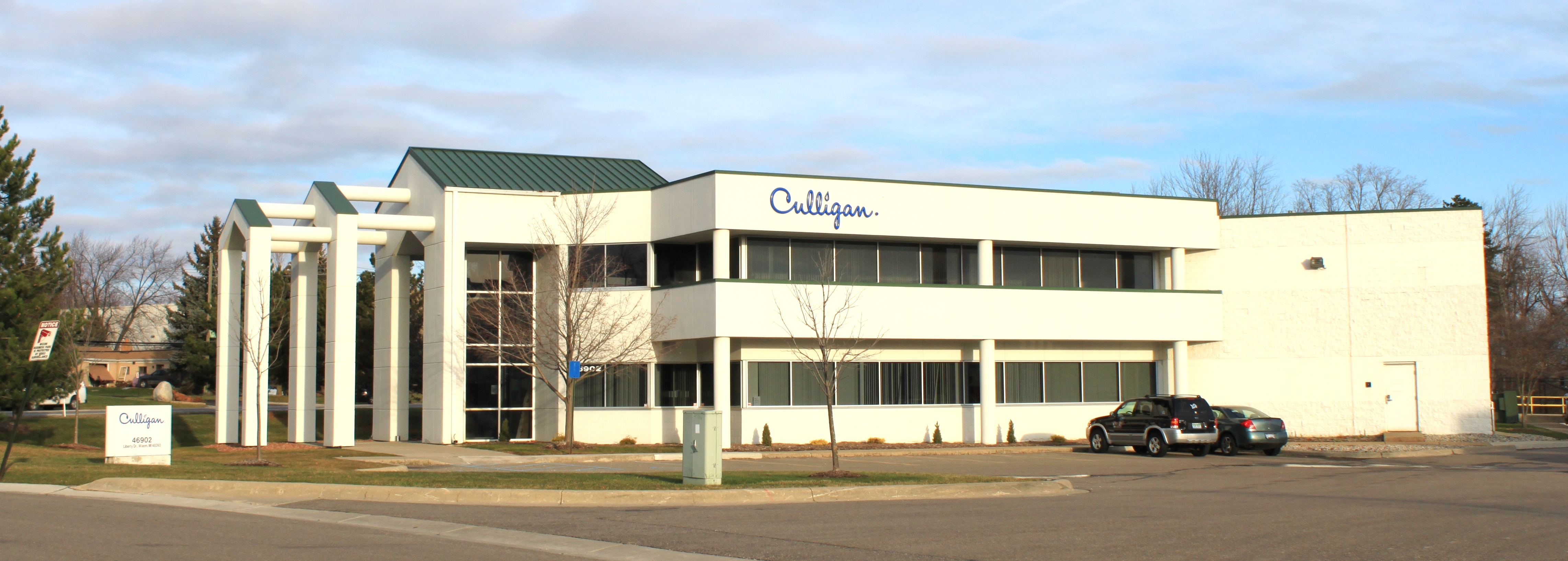
Les bureaux du réseau de concessionnaires Culligan situés à Wixom, dans le Michigan.

Culligan est une entreprise spécialisée dans le domaine du traitement de l’eau. Son siège est situé à Rosemont près de Chicago (États-Unis).
Créée en 1936 par Emmet J. Culligan aux États-Unis, l’enseigne Culligan est présente à l’international. La société Culligan compte 1 400 boutiques réparties dans 86 pays.

## Historique
Né en 1893 dans une ferme du Dakota du Sud aux États-Unis, Emmett J. Culligan est obligé de vendre une partie de ses terres pour faire face à la dépression agricole américaine en 1921. Pour se reconvertir, il a l’idée de réaliser son premier adoucisseur d’eau en utilisant une boîte à café au fond perforé qu’il remplit d’un silicate naturel, la zéolite, habituellement employée pour enlever les minéraux, cause de la dureté de l'eau[réf. nécessaire].
Après un succès rapide, il fonde la firme Culligan Water en Illinois en 1936. Dès 1958, il exporte ses appareils en Europe à l’occasion de l’Exposition Internationale de Bruxelles[réf. nécessaire]. À partir de là, dès le début des années 1960, la société Culligan s’installe en France pour devenir sur le territoire le leader[non neutre] du traitement de l’eau avec ses adoucisseurs d’eau, fontaines à eau et systèmes de filtration. Désormais, ce sont 90 pays qui distribuent les produits Culligan et l’entreprise emploie près de 9 000 collaborateurs à travers le monde[réf. nécessaire].
Parmi ses concurrents, on peut citer Fontaigue, Eauvia® Traitement de l'eau, Laugil, Hygieau, Ecowater, Permo ou Kinetico[réf. nécessaire].
Culligan est racheté par United States Filter en 1998 ; US Filter est ensuite racheté par Vivendi en 1999 avant de devenir Veolia environnement en 2000. En 2004, Veolia Environnement vend Culligan à Clayton, Dubilier & Rice (en) pour 610 millions de dollars. En 2012, Culligan est racheté par Centerbridge Capital Partners.

## Culligan en France
Présent en France depuis 1960, Culligan compte plus de 75 Boutiques de l'Eau et près de 1 700 collaborateurs répartis sur l'ensemble du territoire.
Florent CARBONNEAU est président de la société CULLIGAN FRANCE. Le siège social de cette entreprise est actuellement situé 12 parvis du Colonel Arnaud Beltrame à Versailles.

## Expertise

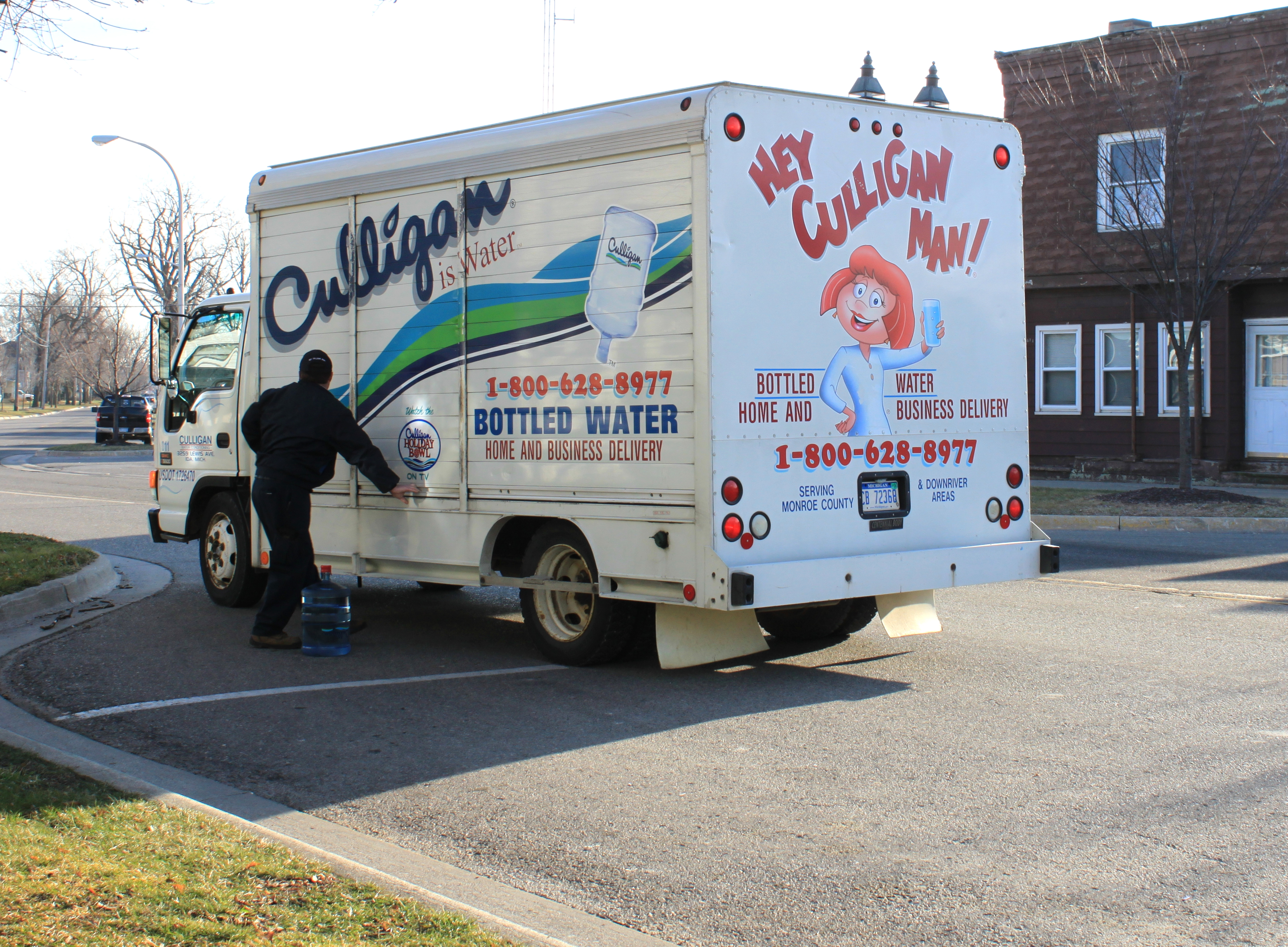
Un camion de livraison Culligan, dans le Michigan.

En 2012, Culligan a signé un accord de distribution exclusive avec le groupe panafricain CFAO pour développer en Afrique le marché du traitement de l’eau. Cet accord couvre le Cameroun, le Nigeria, le Ghana, la Côte d’Ivoire et la République démocratique du Congo. La technologie de Culligan vient compléter les réseaux de services de CFAO pour répondre aux besoins de traitement d’eau de l’Afrique.